# Pyrgeia huertai
Pyrgeia huertai là một loài bướm đêm trong họ Noctuidae.